# Pont Cassé
Pont Cassé este un oraș din Dominica.